# Département de Río Primero
Le département de Río Primero est une des 26 subdivisions de la province de Córdoba, en Argentine. Son chef-lieu est la ville de Santa Rosa de Río Primero.
Le département a une superficie de 6 573 km2. Sa population s'élevait à 42 429 habitants en 2001.

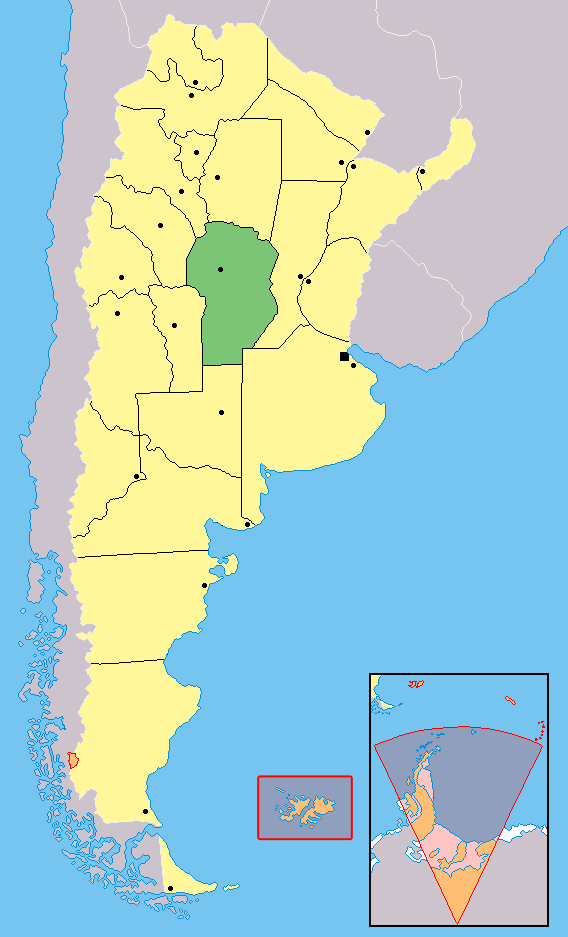
Localisation de la province de Córdoba en Argentine.